# 松浦詮
松浦詮（日语：／ Matsura Akira，1840年11月11日—1908年4月13日），日本江戶時代末期大名、茶人、書家，平戶藩第12代及最後一代藩主。明治維新後敘伯爵。
松浦詮是松浦秋的長子，松浦秋則是第10代藩主松浦熙的第三子。1849年（嘉永2年）成為伯父松浦曜的養子，並於1855年（安政2年）前往江戶謁見將軍德川家定。1858年（安政5年）繼任家督。1868年（慶應4年）戊辰戰爭爆發後，他上洛，宣稱服屬於新政府。
1869年（明治2年），版籍奉還，他被任命為平戶藩知藩事。1871年（明治4年）廢藩置縣，他被免職，此後擔任宮內省御用掛。1884年（明治17那年）敘伯爵。1890年（明治23年）當選貴族院議員，歷任三期，後敘正二位勳二等。
| 松浦詮         |                                         |               |
| 官衔           |                                         |               |
| 前任： 松浦曜  | 平戶藩第12代藩主 1858年－1871年         | 廢藩置縣      |
| 貴族爵位和頭銜 |                                         |               |
| 前任： 松浦曜  | 松浦氏第37代當主 1858年－1908年         | 繼任： 松浦厚 |
| 新頭銜         | 平戶松浦家伯爵 （第1代） 1884年－1908年 | 繼任： 松浦厚 |